# Открытка с крупным шрифтом

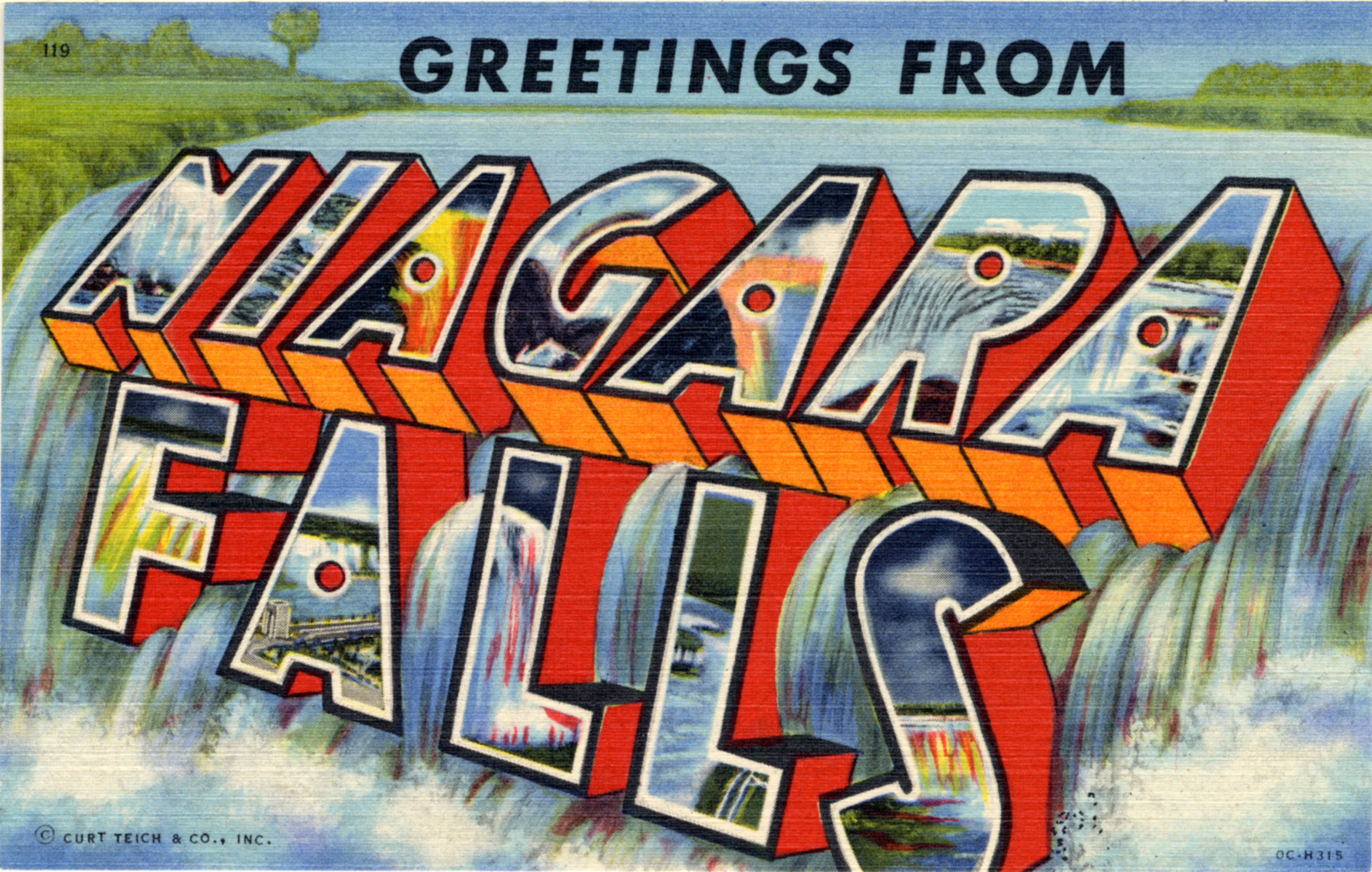
Открытка с крупным шрифтом, на которую нанесено изображение Ниагарского водопада, опубликована Curt Teich & Co. в 1950-х годах

Открытка с крупным шрифтом (англ. Large-letter postcard) — популярный в первой половине 20 века стиль открыток в Северной Америке, особенно с 1930-х по 1950-е годы. Открытки получили такое название потому, что название туристического направления, например, региона, было напечатано объёмными печатными буквами, в каждую из которых были вставлены изображения местных достопримечательностей. На многих открытках, иногда называемых открытками с большими буквами (англ. Big-letter postcards), часто можно было встретить стандартную фразу Greetings from... (с англ. — «Привет от ...»), которая вдохновлена открытками из Германии с надписью Gruss Aus.
Оригинальные открытки «печатаются на льняной бумаге с высоким содержанием тряпичного утиля, позволяющей впитывать красители с высокоскоростных немецких литографических машин», таким образом, открытки с крупным шрифтом чаще всего являются подтипом льняных открыток, несмотря на то, что основной дизайн существовали раньше. Открытки, выпущенные издателем Куртом Тейчем и его конкурентами, были «явно американскими, выполненными в роскошном стиле». «Яркие красители» создавали яркий и отчётливый образ, который нравился потребителям, потому фирма Курта Тейча процветала. Изображения на открытках обычно состояли из нарисованных от руки букв и тщательно отретушированных фотографий. У льняных открыток с крупным шрифтом обычно была разделённая задняя часть и немного информации о местоположении для коллекционеров сувениров. Изначальный дизайн больших букв существовал начиная с 1900 года, но только благодаря инновациям в цвете и дизайне 1930-х годов популярность такого стиля стала резко расти. Ранние изображения открыток с крупным шрифтом имели нереалистичные изображения отчасти потому, что художник никогда не был в изображённом месте. Однако к 1940-м годам «цветные прозрачные плёнки стали шире использоваться в качестве источника изображения, поэтому изображения стали более реалистичными».
В своё время издатель Курт Тейч выпускал открытки для всех 50 штатов США и более 1000 городов. Tichnor Company также выпускала шрифты с крупными буквами. В 2002 году был выпущен набор марок USPS из 50 видов, на которые были нанесены крупные изображения открыток каждого из 50 штатов США.